# Furor
Furor va ser un concurs de televisió espanyol emès per Antena 3 entre 1998 i 2001 i posteriorment per la FORTA en 2006. Realitzat per Fernando Navarrete i presentat per Alonso Caparrós.

## Mecànica
En el concurs s'enfronta un equip de famosos homes contra un de famoses. Segons es desenvolupa el programa, un i un altre equip han de competir mitjançant proves musicals, d'habilitat i responent a preguntes de cultura general. L'equip que perdia la prova que tocava en aquest moment havia de cantar un popurri de la manera més delirant possible (pujant-se a la taula, traient a ballar a algú del públic o a un oponent, etc.) Si el presentador considerava que l'actuació havia estat prou eixelebrada, concedia a l'equip un punt perquè empatessin amb els seus contrincants. En la pràctica els punts no importaven massa ja que el presentador tenia la capacitat de repartir-los de manera arbitrària o de decidir que l'última prova valia més i era decisiva.

## Etapes
En un primer moment, entre l'inici de les seves emissions i el 15 de juny de 2001, l'espai es va emetre en la cadena generalista Antena 3 al llarg de tres temporades. En la seva primera temporada va aconseguir un 27,6% d'audiència. Retirat de la programació durant cinc anys, el concurs va tornar a les pantalles el 17 de maig de 2006 en aquest cas en les cadenes autonòmiques agrupades en la FORTA, encara que amb minsos resultats d'audiència que van propiciar la seva ràpida i definitiva cancel·lació.

## Presentadors
- Alonso Caparrós (1998-2006)

## Proves
- ''Está cantando': es realitzen preguntes sobre la cançó que està sonant i els equips han de contestar correctament-
- ''Tienes la palabra'': El presentador diu una paraula i els grups hauran de cantar una cançó que tingui aquesta paraula, el presentador atorga mini punts quan arribin al 3 mini punts s'atorga el punt pel que es dona el guanyador de la prova.
- ''Letra prohibida'': els participants canta una cançó dividida per colors i no podran pronunciar la lletra que indiqui el presentador, es donarà el punt a qui millor realitzi l'actuació.
- ''Canción dedicada'': en les pantalles es mostressin a uns personatges i els grups han de cantar la cançó que més identifiqui a cada personatge.
- ''Mi color'': Als participant se'ls donarà uns pompons i els animadors aixequessin una pales amb un color, i hauran de cantar aquell grup que tingui el color de l'animador.

## Concursants

### IV Edició - 2006
| Gal·la | Noies                                                                              | Nois                                                                            | Resultat | Data               |
| 1      | Cristina Tárrega Paola Dominguín Alejandra Prat Nani Gaitán Rocío Madrid           | Óscar Higares Fernando Romay Pablo Martín Aarón Guerrero Luis Lorenzo           | 4 - 5    | 27 de maig de 2006 |
| 2      | Bibiana Fernández Rossy de Palma Antonia Dell'Atte Raquel Meroño Arancha de Benito | Moncho Borrajo Javier Cárdenas Rodolfo Sancho Nacho Sierra José Antonio Canales | 6 - 3    | 3 de juny de 2006  |
| 3      | Carmen Janeiro Verónica Mengod Lorena Bernal Gemma Ruiz Jacqueline de la Vega      | Paco Arévalo Rafi Camino Raúl Sender Asdrúbal Sergio Pazos                      | 5 - 6    | 10 de juny de 2006 |

## Audiència Mitjana de totes les edicions
Aquestes han estat les audiències de les quatre edicions del programa Furor
| Edició                | Data      | Programes | Cadena   | Espectadors | Share |
| --------------------- | --------- | --------- | -------- | ----------- | ----- |
| Furor: Primera edició | 1998-1999 | 19        | Antena 3 | 3.524.000   | 22,2% |
| Furor: Segona edició  | 1999-2000 |           | Antena 3 |             |       |
| Furor: Tercera edició | 2001      | 15        | Antena 3 |             |       |
| Furor: Quarta edició  | 2006      |           | FORTA    |             |       |

## Premis
- TP d'Or 1998 Millor concurs.